# زياد بن كليب
أبو معشر زياد بن كليب التميمي الحنظلي الكوفي ، أحد رواة الحديث وهو ثقة ، وكان فقيهًا في الحديث ، ومن الحفاظ المتقنين مات سنة تسع عشرة ومائة.

## روايته للحديث النبوي
- عن: إبراهيم النخعي ، وسعيد بن جبير.
- وعنه: أيوب السختياني ، وخالد الحذاء ، وسعيد بن أبي عروبة، وشعبة.[5]

## أقوال العلماء فيه
الجرح والتعديل
- قال أبو جعفر البستي : ثقة.
- قال أبو حاتم الرازي : صالح، من قدماء أصحاب إبراهيم، ليس بالمتين في حفظه.
- قال أبو حاتم بن حبان البستي : من الحفاظ المتقنين.
- قال أحمد بن شعيب النسائي : ثقة.
- قال أحمد بن صالح الجيلي : ثقة في الحديث.
- قال ابن حجر العسقلاني : ثقة.
- قال الذهبي : حافظ متقن.
- قال علي بن المديني : ثقة.